# Hua Tuo
En aquest nom xinès, el cognom és Hua.
Hua Tuo (mort el 208) va ser un metge xinès que va viure durant el període de la tardana Dinastia Han Oriental i el període dels Tres Regnes de la història xinesa. Els Registres dels Tres Regnes i el Llibre del Han Tardà registren a Hua com la primera persona a la Xina en usar l'anestèsia durant la cirurgia. Utilitzava una combinació d'anestèsia general de vi amb una barreja d'herbes anomenada mafeisan (麻沸散 lit. 'cànnabis bullida en pols'). A més de ser respectat per la seva experiència en la cirurgia i l'anestèsia, Hua Tuo va ser famós per les seves habilitats en acupuntura, moxa, medicina herbolària i exercicis mèdics daoyin. Va desenvolupar el wuqinxi (五禽戲 'exercici dels cinc animals') després d'estudiar els moviments del tigre, el cérvol, l'os, el mico i la grua.